# MH Bornemissza Gergely 2. Felderítőezred
A Magyar Honvédség Bornemissza Gergely 2. Felderítőezred a Magyar Honvédség egyetlen olyan felderítő alakulata, amely a MH Szárazföldi Parancsnokság közvetlen irányítása alá tartozik.

## Története

### Kezdetek
Az ezred jogelődje 1949. április 1-én alakult meg a 2. önálló lövészzászlóalj átszervezésével felállított 1. páncélos felderítő zászlóalj néven. Ugyanazon év őszén újabb szervezeti változtatásokat hajtottak végre és a zászlóalj a 83. felderítő zászlóalj elnevezést kapta. Az 1. páncélos hadosztály alárendeltségéből a 7. gépkocsizó lövészhadosztály alárendeltségébe került.
Békehelyőrségei az említett időszakban: megalakulásakor Esztergomtábor, illetve Piliscsaba, majd Pétervásár, 1950-51-ben a miskolci Bocskai István Laktanya, 1951-55-ben az esztergomi laktanya (ezen belül a kanonoki épület, az esztergomtábori öreg laktanya, majd a Damjanich János Laktanya), 1956-60 között a gyöngyösi Táncsics Mihály Laktanya, majd 1961. szeptembertől a Hatvan-Nagygombosi laktanya.
A 83. felderítő zászlóalj 1950-ben és 1952-ben tiszti és tiszthelyettesi állományának részleges átadásával vett részt a 12. valamint a 2. felderítő zászlóaljak felállításában.
1956. októberében a felderítő zászlóalj Gyöngyös helyőrségben tartózkodott.
Az első felderítő képzés 1950. november 1–én kezdődött. A kiképzési év nyári (május 1.- október 15.) és téli kiképzési időszakokból állt. 1955-ig a nyári kiképzés tábori körülmények között történt, majd ezt követően felállították a 2-4 hetes kihelyezéseket.
Az 1960-as évek elején megkezdődött a zászlóalj technikai eszközeinek felváltása korszerűbb eszközökkel, melynek eredményeként a felderítő századok fő technikai eszköze a BRDM lett. Megjelentek az R-20 és R-30-as vezetékes híradó eszközök, megkezdődött a szovjet gyártmányú kézifegyverek lecserélésének előkészítése.
1962-ben került felállításra a mélységi felderítő szakasz, melyet a következő évben századdá fejlesztettek; ekkor kezdődött meg a mélységi képességek kialakítása.

### Eger (1963-2007)
A nagy változást 1962 ősze jelentette, amikor a felderítő századot felderítő zászlóaljjá szervezték át 1962. november 1-től. A többi hadosztály felderítő zászlajai is ekkor álltak fel. S ez után kapta a Magyar Néphadsereg 24. Felderítő Zászlóalj elnevezést. Szintén abban az évben helyőrségváltást hajtott végre. A békeállomáshelye az egri Dobó István Laktanya lett.
Az új helyőrségben megkezdődött a MN 24. Felderítő Zászlóalj újjászervezése, amely nem csak állománytáblája alapján, hanem anyagi–technikai téren is minőségi fejlődést jelentett az alakulat számára.
Rendszeresítésre kerültek az AK-63 és AMD-65 gépkarabélyok, RPG-7-es kézi páncéltörő fegyverek, PA–63 pisztolyok valamint különböző éjszakai irányzékok (NSZP-2, PPN-2). Az egyik felderítő század PT-76-os úszó harckocsikra lett átfegyverezve (korábban BRDM-ek voltak rendszerben); a logisztikai támogatás hatékonyabbá tétele érdekében pedig rendszeresítésre kerültek a Csepel-344, Csepel-346 és GAZ-69-es teherautók.
Az 1960-as években a sorállomány kiképzésének folytatása mellett megkezdődött a 2 éves tartalékos felderítő tisztképzés, majd annak 1971-es megszűnése után létrehozták a felderítő rajparancsnoki képzést, amely az MN szintjén biztosította a hivatásos felderítő tiszthelyettesek képzését. Ezen kívül Egerben folyt a felderítő katonák át- és továbbképzése is.
1968-ban, a csehszlovákiai bevonulás idején a felderítő zászlóalj és a MN 4. Gépkocsizó Lövészhadosztály közvetlen géppisztolyos zászlóalj állományából felállításra került a „ZÚGÓMADÁR” nevű harccsoport, melynek feladata a bevonulásban részt vevő magyar erők Budapestről induló logisztikai oszlopainak harcbiztosítása volt.
1974 tavaszán a zászlóalj katonái részt vettek a Sajó és a Tarna menti, majd 1979-ben a Szolnok környéki árvízvédelmi munkákban.
1983-ban rendszeresítésre került 3 darab BMP-1-es valamint 1 darab BRM-1K harcjármű. A technikai eszközök jelentős része azonban egyre rosszabb állapotban került, mivel a fedett tároló helyek és a technikai kiszolgáló állomások egyre rosszabb állapota kerültek.
1987-ben a RUBIN-feladat keretében megszüntetésre került a hadsereg/hadosztály/ezred szervezet. Helyébe a hadsereg/hadtest/zászlóalj szervezet lépett. Ennek megfelelően a gyöngyösi MN 4. Gépesített Lövészhadosztály felszámolásra került és a 24. Felderítő Zászlóalj a 3. Gépesített Hadtest közvetlen alárendeltségébe került. A MN 15. Gépesített Lövészhadosztály alá tartozó MN 67. Felderítő Zászlóalj beolvasztásra került a 24. Felderítő Zászlóaljba. Problémaként jelentkezett, hogy a nyíregyházáról átvezényelt hivatásos állomány lakáshelyzete nem oldódott meg.
Az átszervezések során a 24. Felderítő Zászlóalj anyagi technikai eszközök terén is fejlődésen ment keresztül. Más alakulatoktól átvett 40 db PSZH-t, 17 db Rádiófelderítő (RÁF) különleges gépkocsit, valamint nagy mennyiségű különböző típusú kézifegyvereket. A fejlesztések során a korábbi 6 ÖFJ számát 12-re, a 6 FCS számát 9-re növelték, valamint felállításra került a Rádiófelderítő (RÁF) század.
Az 1990-es évek elejétől kezdve jelentős változások következtek be. A Varsói Szerződés megszűnt, és ezáltal a Magyar Néphadsereg Magyar Honvédséggé alakult. Ez nem csak a korábbi szövetségi rendszer megszűnését jelentette, hanem a felkészülést is az önálló ország védelemre, majd később a csatlakozási folyamatok megkezdését; belépést a NATO-ba.
1991 augusztusában a tartalékos tiszti hallgatók felavatásával, a másodéves tiszthelyettes hallgatók kibocsátásával megszűnt a MH érdekű felderítő képzés. Ezzel párhuzamosan ünnepélyes keretek között új csapatzászlót kapott az alakulat. A csapatzászló átvételét követően a zászlóalj megnevezése a MH 24. Bornemissza Gergely Felderítő Zászlóalj-ra változott.
Szintén az 1991-es évben megkezdődött az 1. és 2. csapatfelderítő századok feltöltése. 1991. szeptemberben a MH 35. Dobó István Harckocsi Dandár Kalocsa helyőrségbe települt át, ezért a MH 24. Bornemissza Gergely Felderítő Zászlóalj parancsnoka átvette a laktanya parancsnoki és helyőrség parancsnoki beosztást is. Az elöljáró erre vonatkozó parancsa alapján megalakításra került a MH 210. Területvédelmi Ezred valamint a MH 133. Mélységi Felderítő Tartalékképző Zászlóalj „M” előkészítő részlegei.
A következő évben a délszláv válság idején 119 fővel, 18 gép- illetve harcjárművel a zászlóalj részt vett a déli határszakasz megerősítésében. A kijelölt állomány a feladatát sikeresen végrehajtotta, majd visszatért az egri Dobó István Laktanyába.
Az 1990-es évek főleg a folyamatos tanulás és gyakorlatozás időszaka volt. A Magyar Honvédség csatlakozott a Partnerség a békéért programhoz, illetve a NATO-hoz való csatlakozás egyre fontosabb lett. Az alakulat állományából meglehetősen magas volt azoknak az aránya, akik különböző külföldi tanfolyamokon vettek részt. Számunkra különösen hasznos, hogy ezeken a felkészítéseken nemcsak a tiszti és tiszthelyettesi, hanem a tisztesi állomány is részt vett.
1999. márciustól júliusig, a kosovoi háború kapcsán a zászlóalj jelentős erőkkel részt vett az ország déli határszakaszainak megerősítésében.
2003-tól évente Romániában, hegyi- és szakharcászati kiképzést hajtott végre a zászlóalj állományából 25 fő. Szintén ekkortól, éves rendszerességgel szeptember-október hónapban 14 kiképzési napban felderítő és ejtőernyős közös szakharcászati kiképzést hajtottak végre a Romániából érkezett erőkkel.
2004-től minden januárban és februárban, 10 napos felderítő kiképzést hajtottak végre Franciaországban; a viszontlátogatásokra az említett évek novemberében került sor Egerben.
NATO tagságból adódóan elsősorban a németországi és az Egyesült Államokban végrehajtott különböző felderítő, Ranger stb. tanfolyamok minden szempontból nagyon hasznosak voltak a teljes személyi állomány részére.
1997-től katonáink megkezdték a részvételt a különböző nemzetközi missziókban, amely a Sínai-félszigeten és ciprusi ENSZ csapatok kötelékében került végrehajtásra, majd ezt követték a balkáni, iraki, afganisztáni stb. szerepvállalások.
A 70-es és 80-as évek árvízvédelmi tevékenységéhez hasonlóan a zászlóalj részt vett a 90-es évek, valamint a 2006-os árvíz elleni védekezésben is.
Az ezredfordulót követően, a szerződéses haderőre történő áttérésre történő felkészülés során felújításra került a gyengélkedő, az étkezde, három legénységi épület, valamint a harcjármű tárolók. Négy gyakorló téren, több mint 600 hektáros területen kialakításra került az ejtőernyős földi gyakorlópálya, valamint a felderítő akadálypálya.
A különböző szervezeti változások következtében a térségben található különböző helyőrségek folyamatosan felszámolásra vagy a 24. BGFZ-ba beolvasztásra kerültek. Elsőként a MH 35. Dobó István Harckocsi Dandár, majd a MH 80. Török Ignác Gépesített Lövészdandár, valamint más kisebb szervezeti elemek és bázisok felszámolásával valamint átcsoportosításával a gyöngyösi, abasári, verpeléti, mezőkövesdi helyőrségek gyakorlóterei és üdülői. A zászlóalj nagyságát, fontosságát és speciális feladatrendszerét jelzi, hogy a 3. Gépesített Hadosztály alárendeltségében, majd a hadosztály szervezet megszűnése után a Szárazföldi Vezérkar, majd annak jogutód szerveinek a közvetlen alárendeltségébe tartozó saját állománytáblával rendelkező önálló ezred szintű szervezetként szerepelt a hadrendben.

2007-ben a MH 24. Bornemissza Gergely Felderítő Zászlóalja felszámolásra került, jogutódja a MH 5. Bocskai István Lövészdandár MH 5/24. Bornemissza Gergely Felderítő Zászlóalj lett Debrecenben.
Feladatköre jelentősen megváltozott. Tervbe van véve az ún. "ISTAR" vagy "ISR" képesség létrehozása a 24. BGFZ bázisán. Több szerepet kap a hírszerző és elektronikai harcszázati tevékenység, a jelenlegi hagyományos felderítő képességek mellett.
Sajnálatos módon viszont a Magyar Honvédség az alakulat önállóságának megszüntetésével egy újabb képességét veszítette el. A magasabb egységek harcászati-hadászati felderítő képességét teljes mértékben felszámolták. A tragikus átdiszlokálás során pedig nagytudású és nagy tapasztalattal bíró személyek váltak ki a Magyar Honvédség kötelékéből, mert nem vállalták az új helyőrségbe való áttelepülést.

MH 24. Bornemissza Gergely Felderítő Zászlóalj új címere

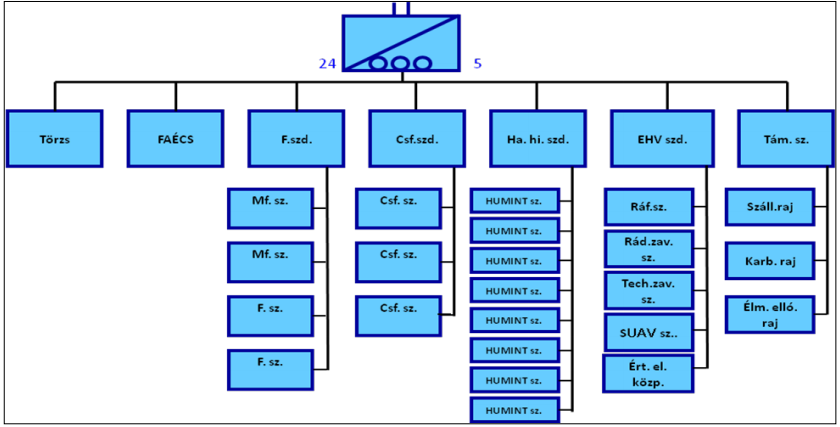
MH 5-24. Bornemissza Gergely Felderítő Zászlóalj jelenlegi felépítése

2018. január 1-vel a Magyar Honvédség Katonai Egységes Felderítő Rendszer kialakításának részeként a zászlóalj kivált a debreceni MH 5. Bocskai István Lövészdandár állományából és vissza nyerte önállóságát. Új megnevezése MH 24. Bornemissza Gergely Felderítő Ezred
A felderítő ezred 2023. január 1-jétől új megnevezéssel Magyar Honvédség Bornemissza Gergely 2. Felderítőezred néven folytatja tevékenységét.

## Parancsnokok
| Név                                | Rendfokozat | Parancsnoki beosztás |
| ---------------------------------- | ----------- | -------------------- |
| Varsányi Sándor                    | százados    | 1948-49              |
| Tímár János                        | százados    | 1949-1951            |
| Gál János                          | százados    | 1951-1952            |
| Juhász József                      | alezredes   | 1952-1953            |
| Dr. Bognár Károly                  | ezredes     | 1954-1957            |
| Lapsányi Ferenc                    | őrnagy      | 1957-1958            |
| Zavati Lajos                       | alezredes   | 1959-1961            |
| Terhes Lajos                       | főhadnagy   | 1962                 |
| Lipniczky László                   | alezredes   | 1963-1972            |
| Czeglédy Lajos                     | alezredes   | 1972-1989            |
| Nagy István                        | alezredes   | 1989-1992            |
| Szabó Béla                         | alezredes   | 1992-1996            |
| Sillei Géza                        | alezredes   | 1996-2000            |
| Vízi Sándor                        | alezredes   | 2000-2007            |
| Tamás László                       | alezredes   | 2007-2009            |
| Rédei Róbert                       | alezredes   | 2009-2014            |
| Enyedi Attila                      | alezredes   | 2014-2016            |
| Hajnal István                      | alezredes   | 2016-2018            |
| Hadi Attila (megbízott parancsnok) | alezredes   | 2018-2019            |
| Hajnal István ezredes              | ezredes     | 2019-                |

## Szervezeti felépítése Egerben
| Parancsnokság | Parancsnokság                                 | Parancsnokság                                                              | Parancsnokság |
| Végrehajtó alegységek | Harcbiztosító alegységek                      | Logisztikai alegységek                                                     |               |
| --- | --------------------------------------------- | -------------------------------------------------------------------------- | ------------- |
| - Csapatfelderítő Század - 1. Mélységi Felderítő Század - 2. Mélységi Felderítő Század - Technikai Felderítő Század - Rádióelektronikai Felderítő Század | - Törzstámogató Század - Informatikai Központ | - Logisztikai Század - Logisztikai Műveleti Központ - Egészségügyi központ |               |

## Szervezeti felépítése Debrecenben
| Parancsnokság | Parancsnokság                                                                                               | Parancsnokság                                                   | Parancsnokság |
| Végrehajtó alegységek | Harcbiztosító alegységek                                                                                    | Logisztikai alegységek                                          |               |
| --- | --- | --------------------------------------------------------------- | ------------- |
| - Csapatfelderítő Század (Debrecen) - Felderítő Század (Debrecen) - Harcászati Hírszerző Század (Debrecen) - EHV Század (Debrecen) - Rádióelektronikai Felderítő Század (Debrecen) | - Törzstámogató Század (Debrecen) - Felderítő Értékelő Csoport (Debrecen) - Informatikai Központ (Debrecen) | - Támogató Szakasz (Debrecen) - Egészségügyi központ (Debrecen) |               |

## Szervezeti felépítése Debrecenben ezredként
| Parancsnokság | Parancsnokság                    | Parancsnokság                               | Parancsnokság |
| Végrehajtó alegységek | Harcbiztosító alegységek         | Logisztikai alegységek                      |               |
| --- | -------------------------------- | ------------------------------------------- | ------------- |
| - Csapatfelderítő Század - Mélységi Felderítő Század - Harcászati Hírszerző Század (HUMINT) - Elektronikai Hadviselés Század - Pilótanélküli Felderítő Repülő Század (UAV) | - Törzstámogató-és Híradó Század | - Logisztikai Század - Egészségügyi központ |               |